# Real Unión
A Real Unión, teljes nevén Real Unión Club de Irún spanyolországi, baszkföldi labdarúgócsapatot 1915-ben alapították, 2017/18-ban a harmadosztályban szerepel.

## Története
A klub 1915-ben jött létre az Irún Sporting Club és a Racing Club de Irún összeolvadásával. Előbbit 1902-ben, míg utóbbit 1908-ban alapították, és 1913-ban a kupát is megnyerte, miután újrajátszás után legyőzte az Athletic Club csapatát.
A Real Unión 1928-ban a bajnokság alapító csapatai közé tartozott a Real Sociedaddal, az Athletic Bilbaóval és az Arenas Club de Getxóval együtt.
A klub a legtöbb Real-előtaggal rendelkező csapathoz hasonlóan XIII. Alfonztól kapta a jelzőt, a spanyol polgárháború alatt vissza kellett váltaniuk az eredeti névre. Ezalatt újabb három alkalommal, 1918-ban, 1924-ben és 1927-ben is sikerült megnyerniük a spanyol kupát.
1932-ben kiestek az első osztályból, ezután a másod- és a harmadosztály között ingáztak, valamint négy szezont eltöltöttek regionális bajnokságokban is.
2009-ben, negyvennégy éves szünet után ismét visszajutottak a másodosztályba, miután megnyerték a rájátszást. Ebben a szezonban egyébként a kupában egy szenzációs eredményt is sikerült elérniük, ugyanis a negyedik körben 6–6-tal, idegenben lőtt több góllal kiejtették a Real Madridot. Ez volt az első alkalom, hogy a Realt egy harmadosztályú csapat búcsúztatta.

## Jelenlegi keret
2009. augusztus 18. szerint.
| #  |     | Poszt | Név              |
| -- | --- | ----- | ---------------- |
| 1  | ESP | K     | Otermin          |
| 2  | ESP | V     | Gurrutxaga       |
| 3  | ESP | V     | Gabarain         |
| 4  | ESP | V     | Larraínzar       |
| 5  | ESP | V     | Josu Iglesias    |
| 6  | ESP | KP    | Joseba Aguirre   |
| 7  | ESP | CS    | Abasolo          |
| 8  | ESP | KP    | Aitor Sanz       |
| 9  | ESP | CS    | Goikoetxea       |
| 10 | ESP | CS    | Sergio Francisco |
| 11 | MEX | KP    | Seguro           |
| 13 | ESP | K     | Jauregi          |

| #  |     | Poszt | Név            |
| -- | --- | ----- | -------------- |
| 14 | ESP | KP    | Salcedo        |
| 16 | ESP | CS    | Rubén Durán    |
| 17 | ESP | KP    | Quero          |
| 18 | ESP | CS    | Juan Domínguez |
| 19 | ESP | CS    | Gorka Brit     |
| 20 | ESP | KP    | Eneko Romo     |
| 21 | ESP | V     | Mendinueta     |
| 24 | ESP | KP    | Beobide        |
| 23 | ESP | V     | Iñaki Descarga |
| -- | ESP | KP    | Ángel Montoro  |
| -- | ESP | KP    | Markel Robles  |

## Sikerek
- Kupagyőztes: 1913, 1918, 1924, 1927
- Északi labdarúgó-bajnokság: 1917-18
- Gipuzkoai labdarúgó-bajnokság: 1919-20, 1920-21, 1921-22, 1923-24, 1925-26, 1927-28, 1929-30, 1930-31, 1946-47
- Segunda División B: 2002-03, 2008-09

## Az eddigi szezonok
| Szezon  | Osztály | Helyezés | Copa del Rey |
| ------- | ------- | -------- | ------------ |
| 1929    | 1ª      | 9.       |              |
| 1929/30 | 1ª      | 6.       |              |
| 1930/31 | 1ª      | 7.       |              |
| 1931/32 | 1ª      | 10.      |              |
| 1932/33 | 2ª      | 10.      |              |
| 1933/34 | 2ª      | 8.       |              |
| 1934/35 | 2ª      | 5.       |              |
| 1935/36 | 2ª      | 8.       |              |
| 1939/40 | 2ª      | 3.       |              |
| 1940/41 | 2ª      | 9.       |              |
| 1941/42 | 2ª      | 8.       |              |
| 1943/44 | 3ª      | 10.      |              |
| 1944/45 | 3ª      | 9.       |              |
| 1945/46 | 3ª      | 10.      |              |
| 1946/47 | 3ª      | 5.       |              |
| 1947/48 | 3ª      | 5.       |              |
| 1948/49 | 3ª      | 10.      |              |
| 1949/50 | 3ª      | 17.      |              |

| Szezon      | Osztály    | Poz. | Copa del Rey |
| ----------- | ---------- | ---- | ------------ |
| 1950/51     | 3ª         | 17.  |              |
| 1951-52-től | Regionális | —    |              |
| 1955-56-ig  | Regionális | —    |              |
| 1956/57     | 3ª         | 12.  |              |
| 1957/58     | 3ª         | 1.   |              |
| 1958/59     | 2ª         | 16.  |              |
| 1959/60     | 3ª         | 2.   |              |
| 1960/61     | 3ª         | 5.   |              |
| 1961/62     | 3ª         | 4.   |              |
| 1962/63     | 3ª         | 2.   |              |
| 1963/64     | 3ª         | 1.   |              |
| 1964/65     | 2ª         | 16.  |              |
| 1965/66     | 3ª         | 7.   |              |
| 1966/67     | 3ª         | 2.   |              |
| 1967/68     | 3ª         | 4.   |              |
| 1968/69     | 3ª         | 2.   |              |
| 1969/70     | 3ª         | 6.   |              |
| 1970/71     | 3ª         | 14.  |              |

| Szezon  | Osztály    | Poz. | Copa del Rey |
| ------- | ---------- | ---- | ------------ |
| 1971/72 | 3ª         | 19.  |              |
| 1972/73 | Regionális | —    |              |
| 1973/74 | Regionális | —    |              |
| 1974/75 | 3ª         | 12.  |              |
| 1975/76 | 3ª         | 4.   |              |
| 1976/77 | 3ª         | 7.   |              |
| 1977/78 | 2ªB        | 10.  |              |
| 1978/79 | 2ªB        | 17.  |              |
| 1979/80 | 3ª         | 14.  |              |
| 1980/81 | 3ª         | 9.   |              |
| 1981/82 | 3ª         | 6.   |              |
| 1982/83 | 3ª         | 8.   |              |
| 1983/84 | 3ª         | 4.   |              |
| 1984/85 | 3ª         | 8.   |              |
| 1985/86 | 3ª         | 12.  |              |
| 1986/87 | 3ª         | 8.   |              |
| 1987/88 | 3ª         | 5.   |              |
| 1988/89 | 3ª         | 6.   |              |
| 1989/90 | 3ª         | 5.   |              |
| 1990/91 | 3ª         | 16.  |              |

| Szezon  | Osztály | Poz. | Copa del Rey  |
| ------- | ------- | ---- | ------------- |
| 1991/92 | 3ª      | 1.   |               |
| 1992/93 | 3ª      | 1.   |               |
| 1993/94 | 2ªB     | 14.  |               |
| 1994/95 | 2ªB     | 5.   |               |
| 1995/96 | 2ªB     | 5.   |               |
| 1996/97 | 2ªB     | 11.  |               |
| 1997/98 | 2ªB     | 18.  |               |
| 1998/99 | 3ª      | 3.   |               |
| 1999/00 | 2ªB     | 16.  |               |
| 2000/01 | 2ªB     | 9.   |               |
| 2001/02 | 2ªB     | 6.   |               |
| 2002/03 | 2ªB     | 1.   |               |
| 2003/04 | 2ªB     | 12.  | Második kör   |
| 2004/05 | 2ªB     | 2.   |               |
| 2005/06 | 2ªB     | 5.   | Harmadik kör  |
| 2006/07 | 2ªB     | 4.   | Második kör   |
| 2007/08 | 2ªB     | 5.   | 32-es főtábla |
| 2008/09 | 2ªB     | 1.   | Nyolcaddöntő  |
| 2009/10 | 2ª      | —    |               |

## Ismertebb játékosok
- Juan Errazquin
- Manuel Anatol
- René Petit
- Juan Ángel Seguro
- Jose Ignacio Berruet
- Iñaki Descarga
- Roberto López Ufarte
- Javier Irureta
- David Karanka

## Ismertebb edzők
Steve Bloomer (1923–1925)

## Külső hivatkozások
- Hivatalos weboldal (spanyolul)